# Limenitis astyanax
Limenitis astyanax är en fjärilsart som beskrevs av Fabricius 1775. Limenitis astyanax ingår i släktet Limenitis och familjen praktfjärilar. Inga underarter finns listade i Catalogue of Life.